# U-7 (Kriegsmarine)
U-7 je bila nemška vojaška podmornica Kriegsmarine, ki je bila dejavna med drugo svetovno vojno.

## Zgodovina
Med septembrom 1935 in junijem 1940 je bila U-7 del Podmorniške šolske flotilje (sprva kot šolska, nato pa polnooperativna podmornica); julija 1940 je bila premeščena v 21. podmorniško flotiljo, kjer je delovala kot šolska ladja do februarja 1944.
V času, ko je bila podmornica polno opravilna, je opravila 6 bojnih plovb in sicer:
1. 30. avgust - 8. september 1939 (obala Poljske);
2. 18. september - 3. oktober 1939 (obala Norveške; potopila prvi in zadnji dve ladji);
3. 3. marec - 8. marec 1940 (Severno morje);
4. 14. marec - 19. marec 1940 (Skagerrak);
5. 3. april - 21. april 1940 (zahodno od Norveške) in
6. 7. maj - 18. maj 1940 (obala Nizozemske).

U-7 se je potopila 18. februarja 1944 zahodno od Pillaua zaradi nesreče pri potapljanju. Umrlo je vseh 29 članov posadke.

## Poveljniki
| Poveljniki |                 |                       |                                      |
| Št.        | Čin             | Ime                   | Poveljstvo                           |
| 1.         | Kapitanporočnik | Kurt Freiwald         | 18. julij 1935 - 3. oktober 1937     |
| 2.         | Nadporočnik     | Otto Salman           | 10. februar 1938 - 5. februar 1939   |
| 3.         | Nadporočnik     | Werner Heidel         | 18. december 1938 - 13. oktober 1939 |
| 4.         | Nadporočnik     | Otto Salman           | 31. maj 1939 - 2. julij 1939         |
| 5.         | Nadporočnik     | Otto Salman           | 2. avgust 1939 - 1. oktober 1939     |
| 6.         | Kapitanporočnik | Karl Schrott          | 14. oktober 1939 - oktober 1940      |
| 7.         | Nadporočnik     | Otto Salman (v.d.)    | 25. oktober 1939 - 13. november 1939 |
| 8.         | Nadporočnik     | Günther Reeder        | oktober 1940 - januar 1941           |
| 9.         | Nadporočnik     | Ernst-Ulrich Brüller  | januar 1941 - februar 1941           |
| 10.        | Nadporočnik     | Günther Reeder        | februar 1941 - 29. marec 1941        |
| 11.        | Nadporočnik     | Hans-Günther Kuhlmann | 30. marec 1941 - 16. junij 194       |
| 12.        | Nadporočnik     | Heinrich Schmid       | 17. junij 1941 - 15. januar 1942     |
| 13.        | Nadporočnik     | Siegfried Koitschka   | 16. januar 1942 - 7. oktober 1942    |
| 14.        | Poročnik        | Otto Hübschen (v.d.)  | september 1942 - december 1942       |
| 15.        | Nadporočnik     | Hans Schrenk          | 8. oktober 1942 - januar 1944        |
| 16.        | Nadporočnik     | Günther Loeschcke     | januar 1944 - 18. februar 1944       |

## Tehnični podatki
| Kategorije                                    | Podatki         |
| --------------------------------------------- | --------------- |
| Teža (t): na površju pod površjem polna Teža  | 279 328 414     |
| Dolžina (m) - tlačni trup (m)                 | 42,70 - 28,20   |
| Širina (m) - tlačni trup (m)                  | 4.08 - 4,00     |
| Izpodriv (m)                                  | 3,90 m          |
| Višina (m)                                    | 8,60            |
| Moč (hp): na površju pod podvršjem            | 700 360         |
| Hitrost (vozlov): na površju pod podvršjem    | 13,0 7,0        |
| Doseg (milja/vozel): na površju pod podvršjem | 3100/8 43/4     |
| Torpeda/Torpedne cevi                         | 5/3 (na premcu) |
| Mine                                          | 12 TMA          |
| Posadka                                       | 22-24           |
| Maksimalni potop (m)                          | 150             |

## Potopljene ladje
| Datum              | Ime                       | Država              | Tonaža     | Usoda                                    |
| ------------------ | ------------------------- | ------------------- | ---------- | ---------------------------------------- |
| 22. september 1939 | Akenside (trgovska ladja) | Združeno kraljestvo | 2. 294 BRT | potopljena                               |
| 29. september 1939 | Takstaas (trgovska ladja) | Norveška            | 1.830 BRT  | (poškodovana, čez par ur se je potopila) |